# تل یوکنعام
تل یوکنعام (عبری: תֵּל יָקְנְעָם‎) که با عنوان عربی تل قامون نیز شناخته می‌شود، ناحیه باستانی میان شهر یقنعم و یوکنعام موشافا است که قدمت آن به ۲۰۰۰ سال قبل از میلاد بازمی‌گردد. نخستین اشاره به این ناحیه به دوره مصر باستان و عصر توتمس سوم بازمی‌گردد و در تنخ نیز بدان اشاره شده‌است که از یوشع بن نون شکست خورد و محل زندگی طایفه لوی شد. در عهده روم نیز بدان دوبار اشاره شده‌است و در عصر جنگ‌های صلیبی که این ناحیه با نام قیمون (Caymont) شناخته می‌شد، یکی از واسال‌های پادشاهی اورشلیم بود.